# 侯鳳連
侯 鳳連（こう ほうれん、ホウ・フォンレン、Hou Fenglian、1980年7月11日 - ）は中華人民共和国出身の元野球選手。ポジションは主に遊撃手。右投両打。俊足とシュアな打撃が持ち味の内野手。守備面では守備範囲は広い一方、確実性に欠ける部分が欠点であり、張玉峰が中国代表でプレーしていたころは指名打者や二塁手で起用されることも多かった。多くの代表歴を持ち、2008年の北京五輪中国代表に選出されている。